# Olympische Sommerspiele 2000/Teilnehmer (Kirgisistan)
| Gelbes Symbol für Goldmedaillen mit stilisierten Olympischen Ringen | Graues Symbol für Silbermedaillen mit stilisierten Olympischen Ringen | Braundes Symbol für Bronzemedaillen mit stilisierten Olympischen Ringen |
| ------------------------------------------------------------------- | --------------------------------------------------------------------- | ----------------------------------------------------------------------- |
| —                                                                   | —                                                                     | 1                                                                       |

Kirgisistan nahm an den Olympischen Sommerspielen 2000 in Sydney mit einer Delegation von 48 Athleten (35 Männer und 13 Frauen) an 59 Wettkämpfen in neun Sportarten teil. Fahnenträger bei der Eröffnungsfeier war der Ringer Raatbek Sanatbajew.

## Medaillengewinner

### Bronze
| Name            | Sportart | Wettkampf                  |
| --------------- | -------- | -------------------------- |
| Aidyn Smaghulow | Judo     | Männer, Superleichtgewicht |

## Teilnehmer nach Sportarten

### Boxen
Männer
- Taalaibek Kadiraliew
Bantamgewicht: 2. Runde

- Nurbek Kasenow
Halbmittelgewicht: 1. Runde

- Alexei Katulewski
Halbschwergewicht: 2. Runde

- Almasbek Raimkulow
Leichtgewicht: Viertelfinale

- Vladislav Vizilter
Mittelgewicht: 2. Runde

### Fechten
Männer
- Alexander Poddubny
Degen, Einzel: 32. Platz

### Gewichtheben
Männer
- Bachit Beschimbekowitsch Achmetow
Mittelschwergewicht: 15. Platz

- Mital Scharipow
Leichtschwergewicht: 16. Platz

### Judo
| Männer - Sagdat Sadykow Leichtgewicht: 17. Platz - Vadim Sergeyev Halbschwergewicht: 2. Runde - Aidyn Smaghulow Superleichtgewicht: Bronze | Frauen - Olga Artamonowa Halbmittelgewicht: 9. Platz - Natalja Kuligina Ultraleichtgewicht: 1. Runde |

### Leichtathletik
| Männer - Nasirdin Akilbekow Marathon: 70. Platz - Nikolai Dawidow Hammerwurf: kein gültiger Versuch in der Qualifikation - Dmitrij Schnajder Speerwurf: 35. Platz in der Qualifikation | Frauen - Elena Bobrowskaja Weitsprung: 30. Platz in der Qualifikation - Irina Bogatschowa Marathon: 14. Platz - Oksana Lunewa 400 Meter: Vorläufe - Tatjana Sudarikowa Speerwurf: 35. Platz in der Qualifikation - Tatjana Jefimenko Hochsprung: kein gültiger Versuch in der Qualifikation |

### Radsport
Männer
- Eugen Wacker
Straßenrennen: DNF
Einzelzeitfahren: 17. Platz

### Ringen
Männer
- Almasbek Askarow
Weltergewicht, Freistil: 8. Platz

- Maksat Boburbekow
Leichtgewicht, Freistil: 16. Platz

- Nurdin Donbajew
Bantamgewicht, Freistil: 11. Platz

- Uran Kalilow
Bantamgewicht, griechisch-römisch: 8. Platz

- Alexander Kowalewski
Superschwergewicht, Freistil: 8. Platz

- Raatbek Sanatbajew
Halbschwergewicht, griechisch-römisch: 15. Platz

### Schießen
Männer
- Yury Lomov
Luftgewehr: 15. Platz
Kleinkaliber, Dreistellungskampf: 35. Platz
Kleinkaliber, liegend: 35. Platz

- Yury Melentyev
Luftpistole: 17. Platz
Freie Pistole: 34. Platz

### Schwimmen
| Männer - Konstantin Andrjuschin 200 Meter Schmetterling: 41. Platz 4 × 100 Meter Lagen: 19. Platz - Sergej Aschichmin 50 Meter Freistil: 41. Platz 100 Meter Freistil: 34. Platz 4 × 100 Meter Freistil: 20. Platz - Iwan Iwanow 400 Meter Freistil: 45. Platz 1500 Meter Freistil: disqualifiziert 4 × 200 Meter Freistil: disqualifiziert im Vorlauf - Dmitri Kusmin 200 Meter Freistil: 28. Platz 4 × 100 Meter Freistil: 20. Platz 4 × 200 Meter Freistil: disqualifiziert im Vorlauf - Andrei Pakin 4 × 200 Meter Freistil: disqualifiziert im Vorlauf 200 Meter Lagen: 40. Platz - Alexei Pawlow 4 × 100 Meter Freistil: 20. Platz - Jewgeni Petraschow 100 Meter Brust: 59. Platz - Konstantin Priachin 100 Meter Rücken: 49. Platz - Alexander Schilin 4 × 200 Meter Freistil: disqualifiziert im Vorlauf 4 × 100 Meter Lagen: 19. Platz - Alexander Tkaschew 200 Meter Brust: 16. Platz 4 × 100 Meter Lagen: 19. Platz - Konstantin Uschkow 4 × 100 Meter Freistil: 20. Platz 100 Meter Schmetterling: 35. Platz 4 × 100 Meter Lagen: 19. Platz - Alexander Jegorow 200 Meter Rücken: 44. Platz | Frauen - Natalija Korabelnikowa 400 Meter Freistil: 35. Platz 4 × 200 Meter Freistil: 14. Platz - Anna Korschikowa 200 Meter Freistil: 35. Platz 4 × 200 Meter Freistil: 14. Platz - Olga Molchanowa 100 Meter Brust: 34. Platz 200 Meter Brust: 33. Platz - Anschelika Solowjowa 4 × 200 Meter Freistil: 14. Platz 100 Meter Rücken: 44. Platz - Jekaterina Tochenaja 50 Meter Freistil: 41. Platz 100 Meter Freistil: 43. Platz 4 × 200 Meter Freistil: 14. Platz - Alexandra Serzalowa 200 Meter Lagen: 32. Platz 400 Meter Lagen: 27. Platz |